# Cát Bản
Cát Bản (? - 218) là một thái y lệnh trong những năm cuối thời kỳ Đông Hán, ông là con của Cát Mạc hay còn gọi là Cát Mặc.

## Thân thế
Kiến An năm thứ 12 (218), Cát Bản cùng với Thiếu Phủ Cảnh Kỷ, Tư Trực Vy Hoảng gây bạo loạn ở tại Hứa Đô (hay còn gọi là Hứa Xương) vào ban đêm, mục tiêu là phủ thừa tướng vì ông cảm thấy bất mãn với việc Tào Tháo ép Hán Hiến Đế Lưu Hiệp phong cho ông ta làm Ngụy Vương. Nhưng cuộc bạo loạn đã bị dập tắt không lâu sau đó. Ông cùng những người có liên quan đều bị xử tử.

## Cát Bình
Trong tiểu thuyết lịch sử Tam Quốc diễn nghĩa của La Quán Trung, nhân vật Cát Bình hay Cát Thái (tự Xứng Bình) chính là hiện thân của Cát Bản. Tuy nhiên La Quán Trung đã sửa đổi lại năm mất của Cát Bản thành 200 cũng như nguyên nhân chết của nhân vật này là do Cát Bình cùng với Quốc cữu Đổng Thừa vạch kế hoạch ám sát Tào Tháo bằng thuốc độc, nhưng không may bị phát hiện, ông và Đổng Thừa đều bị Tào Tháo xử tử.